# 16413 Abulghazi
16413 Abulghazi là một tiểu hành tinh vành đai chính. It was được phát hiện ngày 28 tháng 1 năm 1987 by E. W. West, ở La Silla Observatory, Chile.